# Comunità montana XVI Monti Ausoni di Pico
La Comunità Montana XVI Monti Ausoni di Pico è nata dalla soppressione della ex XVI Comunità Montana di Lenola. Questa comunità montana è sita nel Lazio, precisamente nella provincia di Frosinone.

## Comuni
Questa comunità montana è composta da cinque comuni:
- Falvaterra
- Pastena
- Pico
- Pontecorvo
- San Giovanni Incarico